# Eustrotia glaucosticta
Eustrotia glaucosticta là một loài bướm đêm trong họ Noctuidae.